# Ванг Јученг
Ванг Јученг (кин: 王禹偁; пин: Wáng Yǔchēng, 954—1002) био је кинески писац из доба династије Сунг. Радио је у државној служби и познат је по директној критици политике; због овога је протеран на Југ.